# 高砂義勇隊
高砂義勇隊（たかさごぎゆうたい）とは、太平洋戦争期に台湾原住民により編成された日本軍の部隊である。高砂義勇軍とも。

## 概要

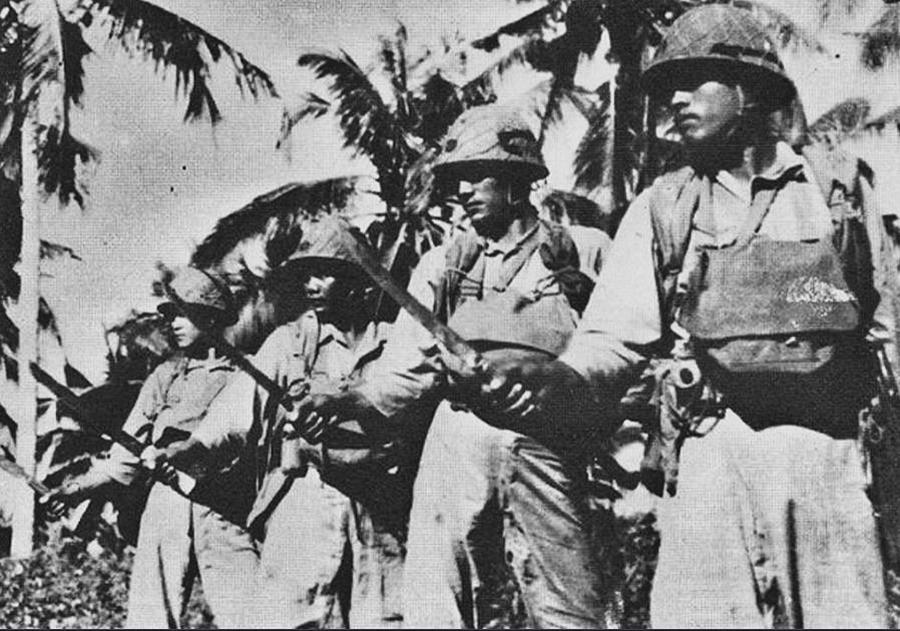
蕃刀を構える高砂義勇隊

フィリピン、ニューギニアなど密林地帯の戦場に投入するために創設された。第1回は当初高砂挺身報国隊として設立され、これが台湾高砂義勇隊に改称された。計7度にわたって派遣され、合計1万人以上の原住民が参加したと考えられている。
1945年にも第8回に相当する高砂義勇隊が編成されたが、連合国軍によって海路が断たれたため派遣には至らず、台湾各地の警備に充てられた。隊員の身分は軍人ではなく軍属であり、日本陸海軍の台湾特別志願兵とは別の存在である。なお高砂義勇隊や台湾特別志願兵とは別に拓南勤務隊という組織も存在し、南方での開墾や土木作業に従事した。
それぞれの義勇隊は日本人の台湾警察官に引率され、伝統的な生活道具でもある蕃刀を帯びるほかは武装せず、本来の目的は戦地における兵站や土木工事であった。しかし実際には、第1回高砂義勇隊がバターン・コレヒドール戦に参加したのを皮切りに、戦闘にも投入された。第1回高砂義勇隊は契約期間を満了して、高雄地区出身者の隊が残留して南方へ転戦したほかは帰還できたが、第2回以降は帰還自体が困難となった。日本軍が守勢に立たされてからは、耕作・採取・狩猟などによる食糧調達に尽力するほか、陸軍中野学校出身者の指揮下に遊撃隊が組織されて、各地でゲリラ戦も実施した。戦病死者の割合が作戦を共にした日本軍人よりも高かったといわれている。
伝統的な生活を営む高砂族には地域・部族によって差異があるものの、タイヤル族に代表される勇敢で純朴な性質や、耳が良く夜目が効き、素足で痕跡を残さず行動して、音も無く夜の密林を駆け巡ると言われる程の身体能力の高さ、指導者の指示を着実に遂行する気風、わずかな食糧でも皆で分け合う集団意識が、東南アジアの密林地帯において有用な戦力になると期待された。一部の部族には首狩りの風習が残るなど、勇敢であること・強きことは原住民に取って美徳であった。さらに熱帯地域でのサバイバル知識は、優勢な米豪軍に対する襲撃や、補給を絶たれた状況下での食料調達にも活かされた。

## 高砂義勇隊に関連した裁判
戦後、強制的に軍事郵便貯金に預けさせられ引き出せないままとなっている給与等の払い戻し（確定債務問題）、戦死者の靖国神社への合祀などを巡って生存者や遺族の一部は裁判等で係争を続けていたが、2005年9月30日の大阪高裁の判決で敗訴が確定した。大阪高裁での判決は、地元原住民メディアも取材し即日台湾にて放送された。反対する生存者や遺族も居り、また靖国神社への参拝などを希望し、継続している。靖国神社が「いったん合祀した英霊を分割する事は出来ない」と主張するなか、台湾団結連盟靖国神社参拝事件に反発して2005年6月14日には台湾の立法委員（国会議員）高金素梅（チワスアリ）ら60人の台湾原住民が靖国神社を訪れた。これは戦没した義勇兵の霊を取り戻す儀式「還我祖霊」を行う為との説明ではあったが、実際は以前に「還我祖霊」を靖国神社にて挙行しており（１回目は靖国神社も認可を出している）、また参加した60人の台湾原住民への来日募集要項に記載されている日程は、大部分は日本の観光地めぐりであり、いろいろ議論を引き起こしている。
今回の高金素梅らの行為は台湾の各種メディアで大きく報道され、台湾内部でその行為の是非について議論を呼んだ。支持者と反対派では、この報道についての受け取り方が大きく異なっている。
- 支持者から見た見方

台湾原住民の習慣に先祖を自宅で祭る文化があり、自宅で先祖を祭らない者は「不孝者」として、コミュニティ、世間体から軽蔑視される文化があった。このような背景の下で、台湾原住民及びその他台湾出身の旧日本軍遺族の強い意思で、「迎霊招魂」の儀式の挙行を望んでいるのに、靖国神社が断固として台湾の遺族の意思、そして台湾の文化を無視した点については、台湾の一部メディアは高金素梅ら及び遺族に対して同情を示し、また日本政府及び靖国神社の強硬な対応を批判的に捉えている。
- 反対派から見た見方

各種メディアの報道ではこの運動は台湾人の意見を代表するものではないとの批判的な意見が出されている。また、「「迎霊招魂」の儀式の挙行を望んでいる」という主張に対して、過去に「迎霊招魂の儀式」を靖国神社側が許諾し一度であるが挙行されているため、支持者の主張の一部は満たされているはずと靖国神社側は主張している。大阪地裁への訴訟の際にも、台湾原住民本人の許諾なしで数百名の名簿を作成。しかしその名簿を元に個人確認を行った結果、ほとんどは同意なしで名簿化されたことが確認され名簿からの抹消が行われた。
参照：大日本帝国と英霊と靖国神社（民間伝承）

## 無補償・給与未払い問題
降伏に伴う日本の台湾放棄により日本国籍を喪失した台湾人は、日本国政府による戦争被害の補償対象から除外され、元軍人・軍属やその遺族に対する障害年金・遺族年金・恩給・弔慰金のみならず、戦争中の未払給与や軍事郵便貯金（上述）等の支払いも、一切行われなかった。1952年4月28日の日華平和条約では、日台間の財産・請求権問題は「日本国政府と中華民国政府との間の特別取極の主題とする」と定められたが、日本政府は対応に消極的で、国民政府も戦後に日本から接収した財産の正当性や取り扱いが議論されることを懸念し、加えてかつての「敵」である台湾人元日本兵の問題には無関心だったのだ。結局、話し合いがなされないまま日本の中華人民共和国との国交樹立に伴い日台国交は断絶した。日本を愛し、本土の日本人と同じように日本のために戦地に赴いたにもかかわらず手当を受けられずにいる台湾人元日本兵は、烈しい不満と悔しさの念を抱くこととなった。
1974年末にインドネシアのモロタイ島で残留日本兵として発見された台湾人、中村輝夫（民族名：スニオン、漢名：李光輝）も、台湾原住民アミ族出身の義勇隊員であった。彼の確認が、日本の世論において「高砂義勇軍」が話題に上った最初のきっかけとなった。彼の発見をきっかけに給与が未払で補償がないことに関する世論の批判もおき、1987年9月に「台湾住民である戦没者の遺族等に対する弔慰金等に関する法律」、1988年5月に「特定弔慰金等の支給の実施に関する法律」がそれぞれ特別立法で成立し、申請が認められた場合には台湾人元日本兵の遺族や当事者である戦傷病者に対し1人当たり200万円の特定弔慰金が支給されることとなった。
また、軍事郵便貯金については額面の120倍にして返却することが決まり、1995年に支払いが開始された。一部の元隊員は受け取ったが、戦時中には大金であった平均残高1000円を120倍にしたところで12万円にすぎず、物価上昇を考慮すると数年間の戦闘の対価としてはあまりに少額として抗議する元隊員もいた。1996年6月に、日本大使館に相当する台北の交流協会を元隊員が襲撃する事件が起こった。
既に多くの元兵士はこの世を去っており残された補償問題も解決に向かい始めている。

## 高砂義勇隊慰霊碑

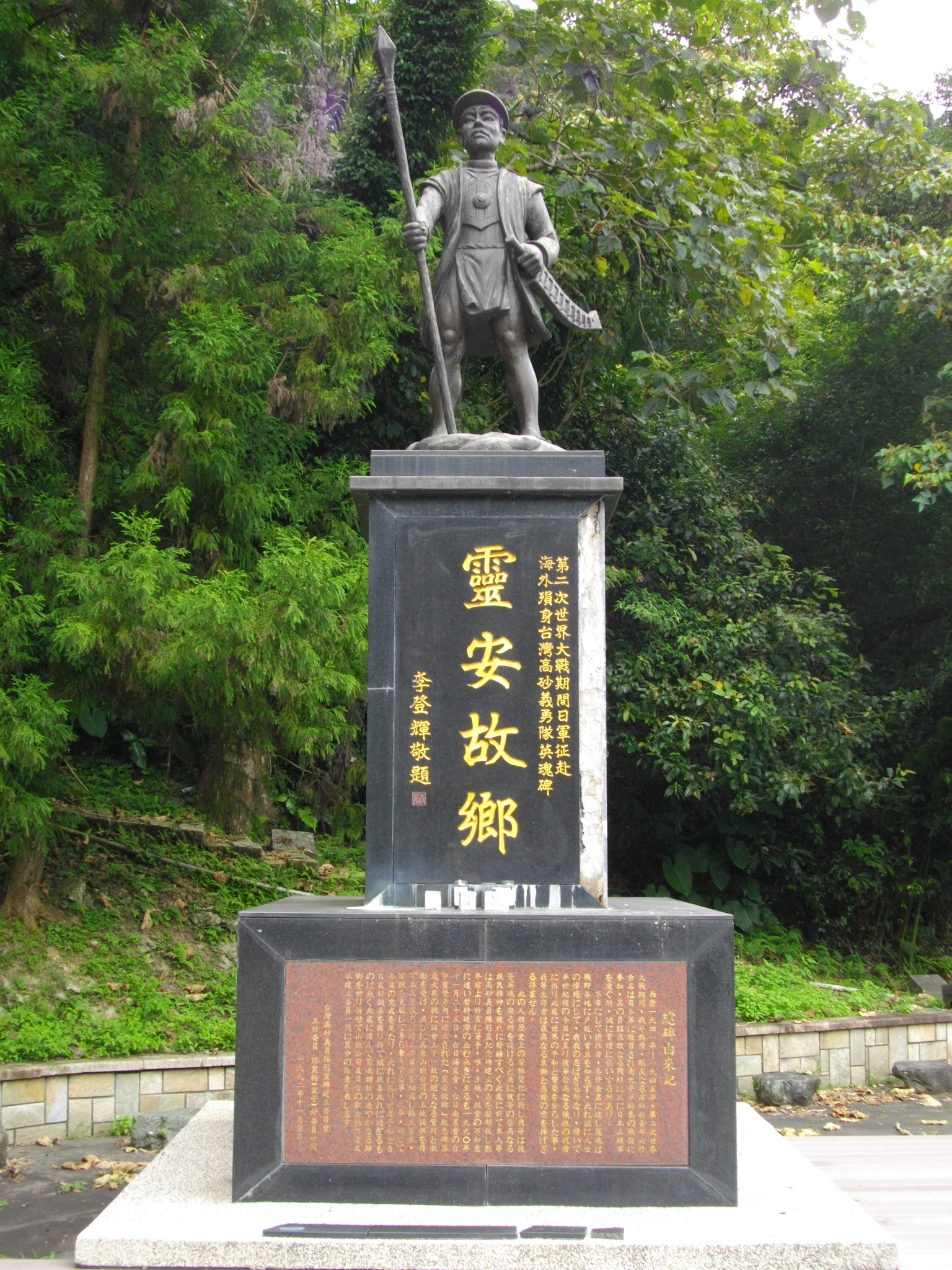
烏来高砂義勇隊慰霊碑。「霊安故郷」は李登輝による書。

台湾では戦後、台湾原住民の周麗梅が慰霊碑を建立し、現在は長男の邱克平、甥の簡福源が管理しているが、慰霊碑の敷地を提供していた台北郊外の観光会社が、新型肺炎(SARS)流行による日本人観光客激減で倒産し、維持管理が困難になったことから慰霊碑は撤去されそうになった。この事態は産経新聞（2004年7月4日付朝刊1面）に「高砂義勇兵慰霊碑に撤去の危機」と題して掲載された。
その後、2006年2月8日に慰霊碑の移設は完了したが、17日に中国時報により日本を賛美する碑文であると報道されたことから反発が広がり、敷地を提供している台北県政府は慰霊碑の撤去を命令した。地元側は撤去に反対し、24日には、強制撤去に着手した県政府と地元側の衝突が発生した。